# Becquerel-Effekt

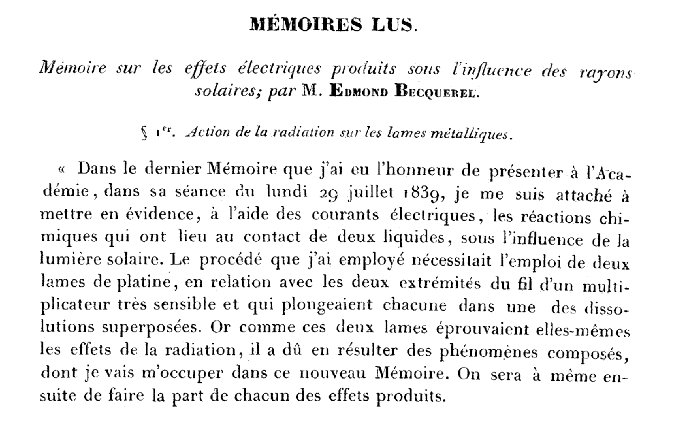
Der erste Absatz der Veröffentlichung „Aufzeichnung über die elektrischen Effekte, die unter dem Einfluss der Sonnenstrahlen erzeugt werden“ von Edmond Becquerel 1839

Zwei verschiedene Phänomene tragen nach Alexandre Edmond Becquerel den Namen Becquerel-Effekt: Der eine betrifft die Lichtempfindlichkeit von Silberhalogeniden, der andere durch Licht hervorgerufene elektrische Spannungen an Elektroden.
Der letztere Becquerel-Effekt, ein spezieller photoelektrischer Effekt, ist das Auftreten einer elektrischen Spannung zwischen zwei zunächst gleichen Elektroden in einem Elektrolyten, von denen nur eine belichtet wird. Der Effekt, die Entstehung von freien Ladungsträgern durch Licht (siehe Geschichte der Photovoltaik), wurde nach Alexandre Edmond Becquerel benannt, der ihn entdeckte und 1839 darüber berichtete – er war damals 19 Jahre alt.
Besonders wirksam sind violettes und ultraviolettes Licht (vor allem ausgeprägt bei Selen-Elektroden sowie bei oxidierten, chlorierten und iodierten Elektroden). Die Potentialdifferenz, die im Allgemeinen einige Mikrovolt beträgt, kann im Laufe der Belichtung ihr Vorzeichen umkehren.